# Abisag

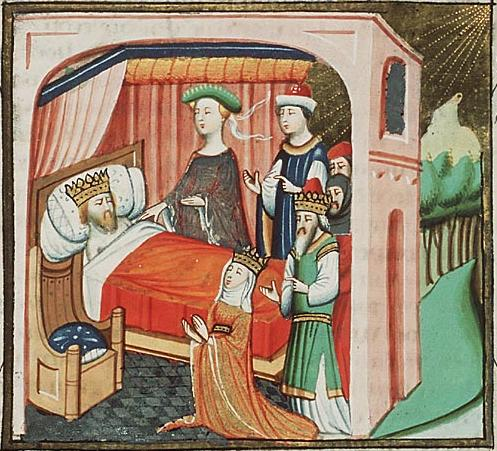
Abisag, Betsabé, Salomón y Natán cuidando del rey David en su vejez, en una miniatura del.

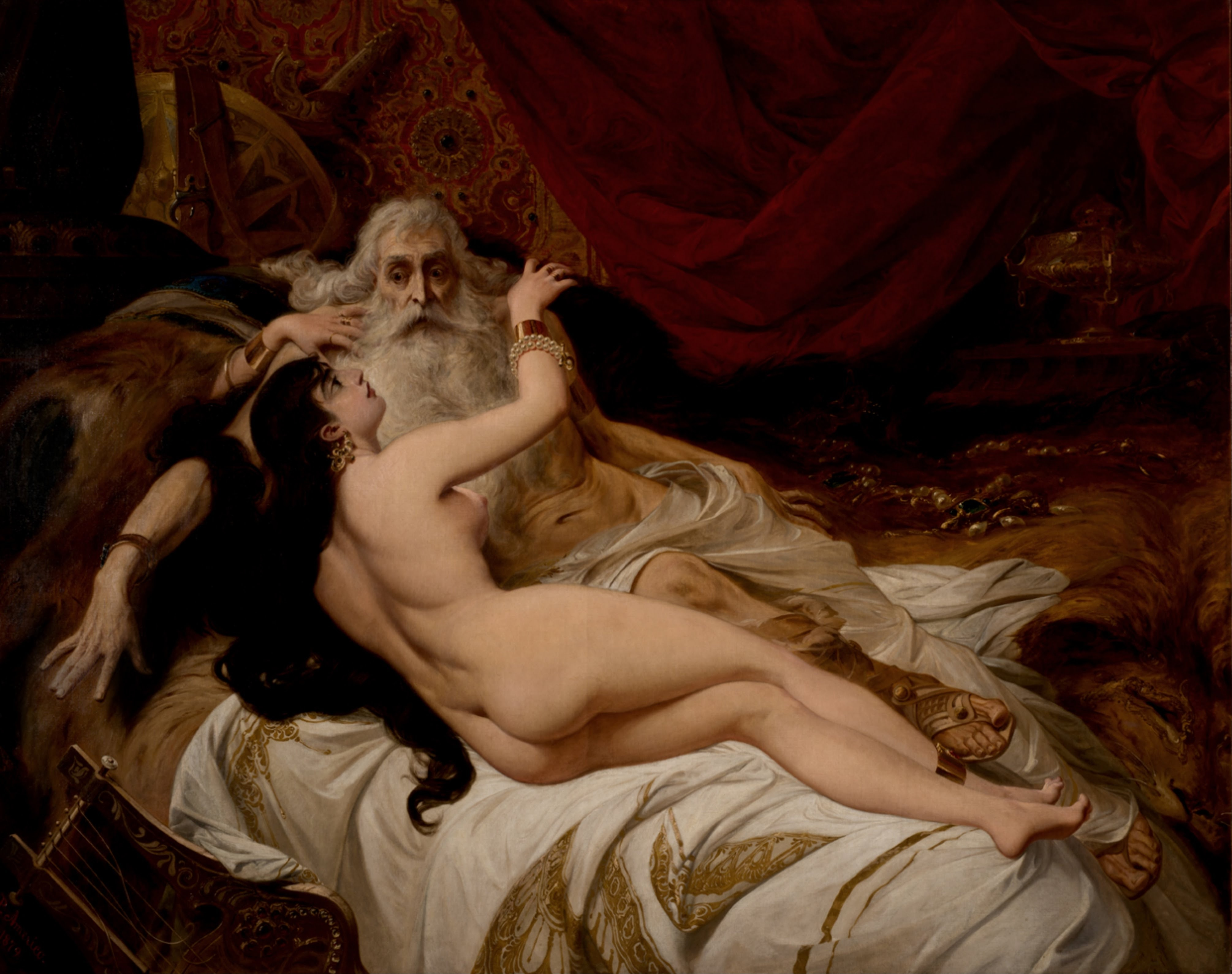
David y Abisag de Pedro Américo.

Abisag es, en la Biblia, una doncella.
Abisag aparece en el Libro de los reyes como una doncella que servía y calentaba al viejo David; aunque fue la última de sus esposas, no se unió sexualmente con él (I Reyes, 1:1-4).
«Entre las naciones orientales las esposas y concubinas de un monarca muerto o destronado eran tomadas por su sucesor (véase 2 Samuel 12:8; 16:21-22); de manera que la solicitud de Adonías pidiendo que le dieran a Abisag fue considerada por Salomón como equivalente a un reclamo al trono.»